# Oenospila
Oenospila là một chi bướm đêm thuộc họ Geometridae.